# Sala Khunnawut
Sala Khunnawut (tiếng Thái: สลา คุณวุฒิ, hay Kunnawut; sinh 5 tháng 4, 1962) là ca sĩ, người viết bài hát người Thái.

## Đời tư
Ông kết hôn với Laddawan Khunnawut và họ có hai con gái.

## Danh sách đĩa nhạc

### Bài hát
- 2001 - Uay Porn Nong Phen[5]
- 2016 - Lao Soo Lan Fang

### Sáng tác bài hát
- Jod Mai Phod Song (nghệ sĩ, Monsit Khamsoi)
- Dok Ya Nai Pa Poon (nghệ sĩ, Tai Orathai)
- Khor Jai Kan Nao (nghệ sĩ, Tai Orathai)
- Jao Chay Khong Chiwit (nghệ sĩ, Tai Orathai)
- Yark Mee The Pen Faen (nghệ sĩ, Phai Phongsathon)
- Yang Koay Thee Soay Dueam (nghệ sĩ, Monkhaen Kaenkoon)